# HD 8272
HD 8272，又名BD+57 274，SAO 22230、HR 391，是一颗恒星，视星等为6.45，位于銀經127.14，銀緯-4.47，其B1900.0坐标为赤經1h 16m 59.5s，赤緯+57° -4.47′ 21″。